# Paepalanthus itacambirensis
Paepalanthus itacambirensis är en gräsväxtart som beskrevs av Silveira. Paepalanthus itacambirensis ingår i släktet Paepalanthus och familjen Eriocaulaceae. Inga underarter finns listade i Catalogue of Life.